# 얼룩말고기

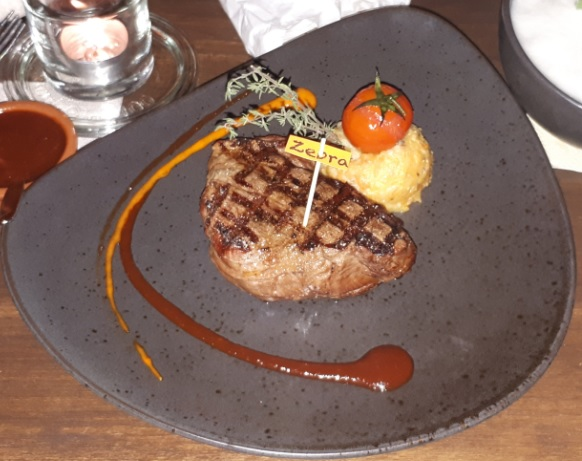

얼룩말고기(zebra meat)는 얼룩말의 고기이다. 2023년 남아프리카 공화국은 얼룩말고기 등 사냥감 고기의 수출을 늘리기로 결정했다.

## 같이 보기
- 말고기
- 얼룩말가죽
- 콰가